# Violet Baudelaire
Violet Baudelaire es uno de los personajes principales de la serie de libros infantiles Una serie de eventos desafortunados, de Lemony Snicket. Violet es la hermana mayor
Violet es una gran inventora. A menudo inventa aparatos para ayudarse y ayudar a sus hermanos en situaciones peligrosas, utilizando simples objetos como bandas de goma o latas de aluminio. Cada vez que Violet inventa algo, se recoge el cabello con un lazo para concentrarse mejor sin su cabello como molestia. En los libros El hospital hostil, Lemony Snicket menciona que Violet Baudelaire es bonita, lo que implica que ella y Quigley Quagmire tiene un cierto interés romántico.
En la película de 2004 Lemony Snicket's A Series of Unfortunate Events Violet fue interpretada por la actriz australiana Emily Browning.En la serie de Netflix por Malina Weissiman.

## Una serie de eventos desafortunados
Al comienzo de la serie, Violet pierde a sus padres en un incendio que consume su hogar. Desde ese punto en adelante, un villano conocido como el Conde Olaf tratará de robar la enorme fortuna que sus padres dejaron en herencia a sus hijos, utilizando varios planes infames. Ella y Olaf casi se casan en su obra La Boda Maravillosa,  pero al firmar el documento de matrimonio lo firmó con la mano izquierda y así evitó que se casara (debido a que Violet es diestra y en esa ciudad un documento de matrimonio sólo es válido si se firma con su mano dominante). Violet se amarra una cinta en el cabello para que "la mente se le aclare" y poder pensar mejor a la hora de hacer algún invento.
En Una academia muy austera, Violet y sus hermanos conocen a Duncan e Isadora Quagmire surgiendo una relación entre Violet y Duncan. Sin embargo en el décimo libro, La cuesta resbalosa , conoce a Quigley Quagmire y forman una fuerte relación. Mientras escalaban una cascada congelada, tuvieron un corto descanso, en el cual Lemony se niega a revelar que ocurrió entre los dos. Esta escena es materia de mucha especulación. Lo que vendrá de esta relación sigue sin ser conocido.
Al final de La Villa Vil, Violet y sus hermanos son acusados de asesinato. Desde ese punto en adelante dejan de tener tutores, y escapan de la policía como fugitivos. Mientras se esconden de las autoridades, ella, junto con sus hermanos, se disfrazan. Los disfraces son los siguientes:
- Paciente - El hospital hostil. Aunque ella misma no se disfrazó de paciente seguía ocultándose. EL Conde Olaf la disfrazó para así hacerle una operación falsa y  "accidentalmente" cortarle la cabeza.
- Beverly - El carnaval carnívoro. Ella y su hermano se vistieron como un fenómeno de dos cabezas.
- Exploradores de la nieve - La pendiente resbaladiza.
- Vigilante - El penúltimo peligro.

Inventos de Violet:
- Un garfio amarrado a sabanas de ropa rasgada  - Un mal principio
- Un llave hecha de dos puntas de cables eléctricos, una chincheta y algo de jabón - La habitación de los reptiles
- Una especie de bengala hecha de trozos de ropa, un palo de pescar, un balde metálico y una redecilla para el cabello encendida en fuego  - El ventanal
- Un aparato que hace grapas utilizando un pequeño cangrejo, una patata, una vara metálica, espinaca batida y un tenedor - Una academia muy austera
- Una soga hecha de cables, cortinas y corbatas - El ascensor artificioso
- Antorchas de soldadura hechas de pinzas hirviendo de fuego - El ascensor artificioso
- Palancas hechas de pinzas calientes dobladas  - El ascensor artificioso
- Un ariete utilizando un tablón de madera, agua y pan esponjoso - La aldea malvada
- Un globo aéreo que se mantiene por sus propios medios (de hecho Hector lo hizo, pero Violet le agregó mejoras). Utilizó varios mecanismo metálicos - La aldea malvada
- Un sistema interfono utilizando una lata de sopa vacía con un agujero - El hospital hostil
- Un aparato de escape hecho de bandas de goma - El hospital captivo
- Reparando un carrito de montaña rusa utilizando enredaderas y sustituyendo partes - El carnaval carnívoro
- Una rampa utilizando hamacas y una mezcla de condimentos pegajosos - La pendiente resbaladiza
- Un freno utilizando una tabla de madera - La pendiente resbaladiza
- Zapatos para escalar utilizando tenedores, uñas falsas, cuerdas de ukulele y un candelabro - La pendiente resbaladiza
- En El penúltimo peligro hizo un paracaídas para frenar utilizando sábanas de la ropa sucia.
- En El Fin, Violet inventa un filtro de agua para hacer que el agua salada pueda beberse. También hizo una pequeña hamaca o soporte para que ella y sus hermanos cargasen a la bebé Beatrice.
- En La triste cena (The Dismal Dinner), Violet inventa un mecanismo muy frío y duro hecho de cubiertos de plata para postres y la oreja de la escultura de hielo de un hombre de nieve para disminuir el dolor de dientes o «dentición» de Sunny.
- En el videojuego de Lemony Snicket's A Series of Unfortunate Events (video game), Violet inventa varias cosas, tales como el triturador (the Smasher), el voleador (the Lobber), la ganzúa (usada para forzar puertas), el vaporizador (the Sprayer), el tironeo palanca (Lever Yanker), el perro cobrador reptil, un gancho aferrador (Grappling Hook), el brillante bailador(arma de Klaus), el deflecto de fruta (arma de Violet), el cohete Bebé (ayuda a saltar a Sunny), los zancos estables (ayuda a Violet a alcanzar lugares altos) y los mocasines levitadores (ayudan a Klaus a volar).